# Гневково (гміна)
Гміна Гневково (пол. Gmina Gniewkowo) — місько-сільська гміна у північній Польщі. Належить до Іновроцлавського повіту Куявсько-Поморського воєводства.
Станом на 31 грудня 2011 у гміні проживало 14941 особа.

## Площа
Згідно з даними за 2007 рік площа гміни становила 179.44 км², у тому числі:
- орні землі: 63.00%
- ліси: 25.00%

Таким чином, площа гміни становить 14.65% площі повіту.

## Населення
Станом на 31 грудня 2011:
| Опис     | Загалом | Загалом | Чоловіки | Чоловіки | Жінки | Жінки |
| -------- | ------- | ------- | -------- | -------- | ----- | ----- |
| одиниця  | осіб    | %       | осіб     | %        | осіб  | %     |
| все      | 14941   | 100     | 7433     | 49.75    | 7508  | 50.25 |
| міське   | 7413    | 100     | 3583     | 48.33    | 3830  | 51.67 |
| сільське | 7528    | 100     | 3850     | 51.14    | 3678  | 48.86 |

## Сусідні гміни
Гміна Гневково межує з такими гмінами: Александрув-Куявський, Домброва-Біскупія, Іновроцлав, Роєво, Велька Нешавка.